# 黄金山産金遺跡
黄金山産金遺跡（こがねやまさんきんいせき）は、宮城県遠田郡涌谷町に所在する奈良時代の遺跡。日本で最初に発見された金の産地である。

## 概要
東大寺大仏建立中の749年（天平21年）、陸奥国守の百済王敬福は大仏の鍍金料として黄金900両（約13kg）を献上したが（『続日本紀』）、これが日本国内で最初に金が発見・産出された事例である。金が産出した陸奥国小田郡やその産金地を否定する動きは江戸時代に始まったが、国学者の沖安海より出された、涌谷の同地が天平期の産金地であるとする説は、近代に入るとより多くの研究者に支持・検討されて発展していった。
1957年（昭和32年）、黄金山神社周辺の発掘調査が行われたところ、社殿とその後ろの玉垣附近からは版築基壇跡と4か所の根石群が現れ、社東脇の斜面からは奈良時代の古瓦や土器が出土し、天平年間の産金を記念して建てられた六角円堂と思しき仏堂が存在していたことが明確となり、1967年（昭和42年）12月15日、付近一帯（面積29,636.87m2）が国の史跡に指定された。

## 出土品
遺跡から出土した重弁六葉蓮華文軒丸瓦・偏行唐草文軒平瓦各3点と、「天平」の元号が刻銘された瓦製宝珠と丸瓦の計8点は「史跡黄金山産金遺跡出土古瓦」として県の有形文化財に指定されている。

## 所在地
- 〒987-0121 宮城県遠田郡涌谷町涌谷字黄金宮前、猿手山地内

## アクセス
- JR東日本涌谷駅から車で8分